# Pienice (województwo zachodniopomorskie)
Pienice (do 1945 niem. Herzberg) – osada w Polsce położona w województwie zachodniopomorskim, w powiecie polickim, w gminie Police, ok. 1 km na południowy zachód od Trzebieży w pobliżu Leśnogóry.
Miejscowość usytuowana jest w Puszczy Wkrzańskiej w lasach Nadleśnictwa Trzebież. W bliskości osady przebiega droga wojewódzka nr 114 oraz bocznica szlakowa. 

## Historia

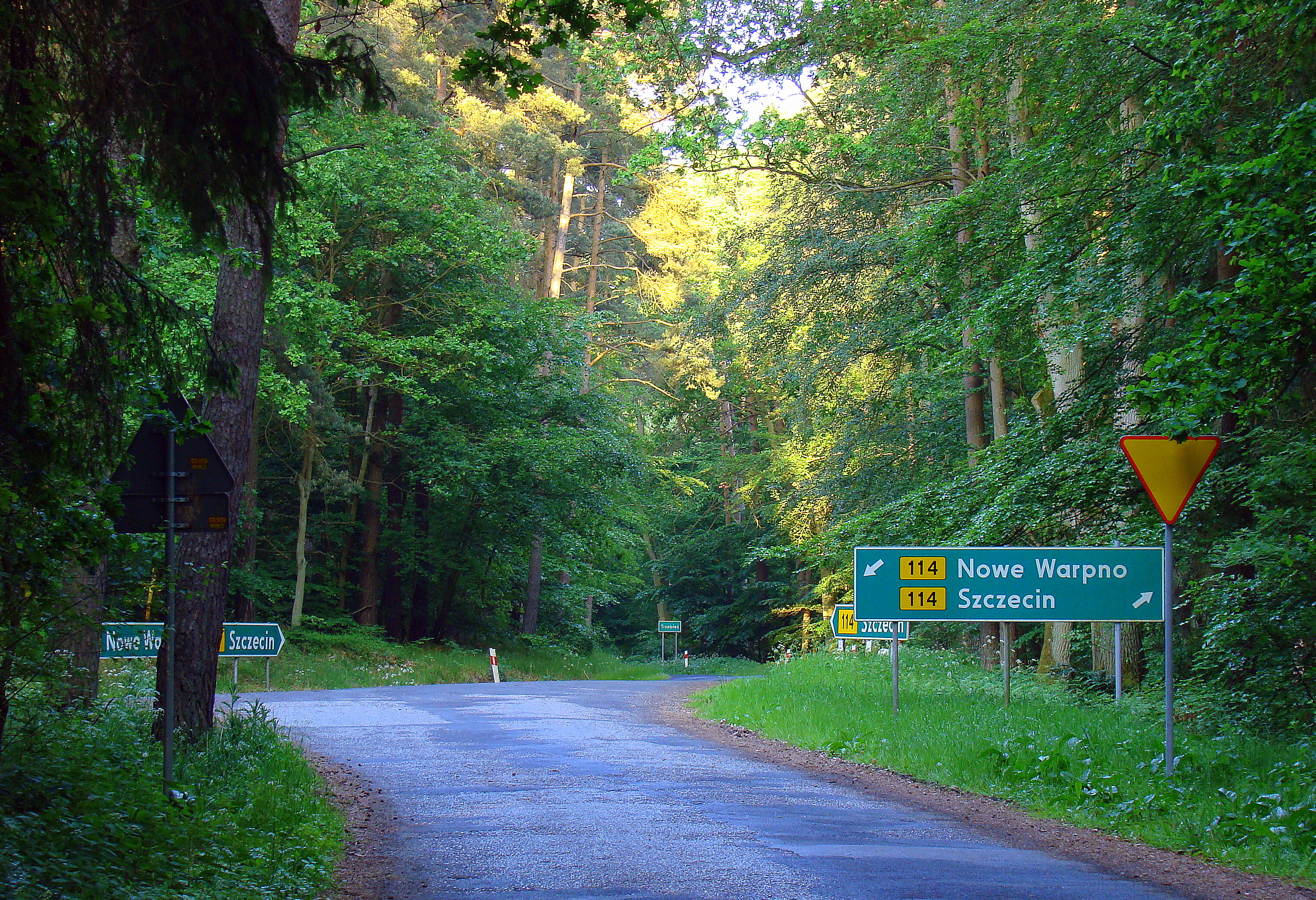
DW 114 k. Pienic

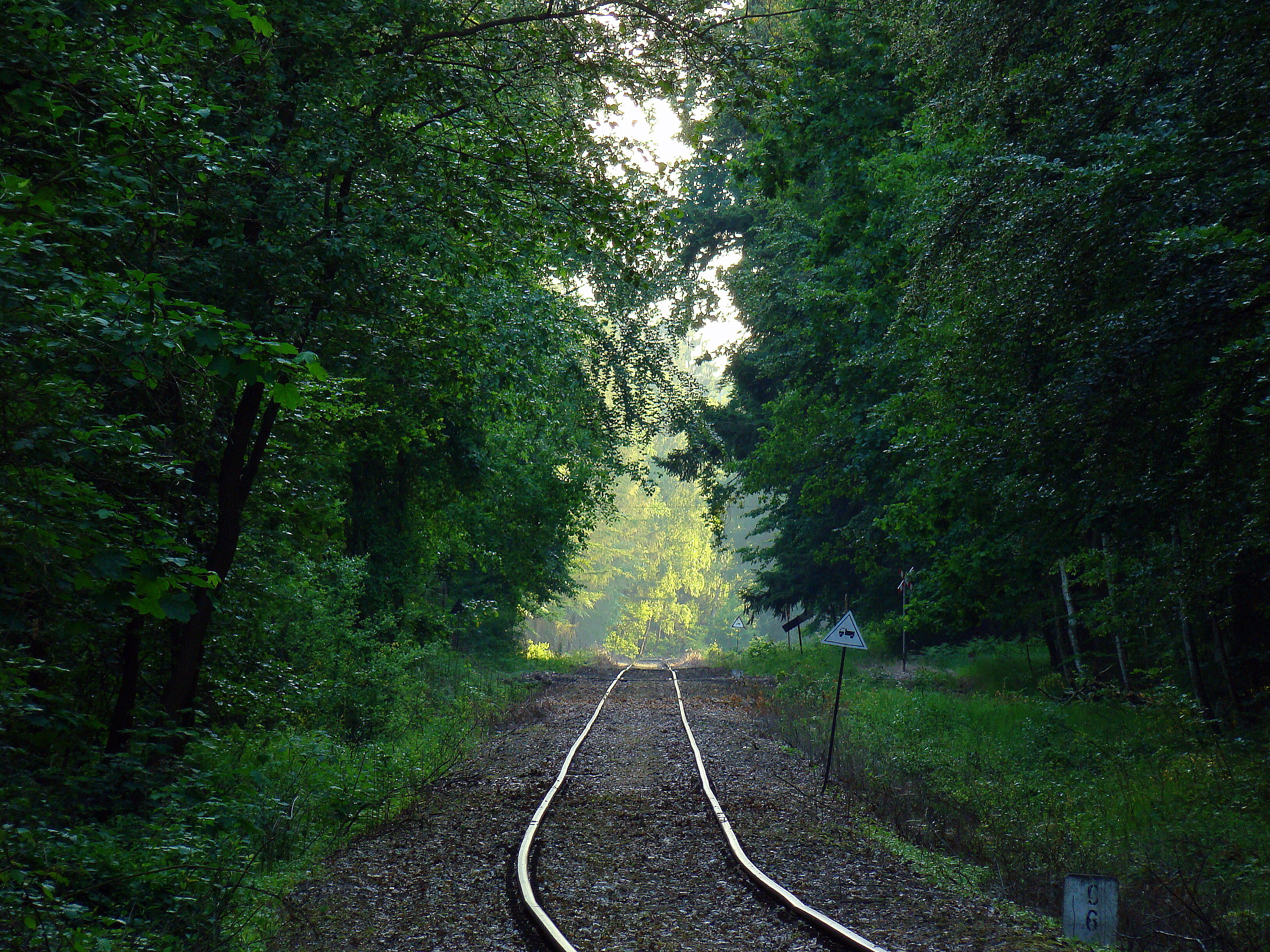
Bocznica kolejowa k. Pienic

Zgodnie z opisem Pomorza Ludwiga Wilhelma Brüggemanna z 1779 r. osada należała do biskupa z Ueckermünde. Od 1863 znana jako Duefterort, była w niej smolarnia należąca do państwa. Osadę tę zaczęto wkrótce nazywać Górą Serdeczną (Herzberg). W latach 20. XX wieku smolarnię rozebrano. 
W czasie II wojny światowej nie zniszczona, osada została zajęta pod koniec kwietnia 1945 r. przez wojska radzieckie (2 Front Białoruski – 2 Armia Uderzeniowa) i latem 1945 r. została oddana po administrację Polskich Lasów Państwowych. Po 1946 powstała tu leśniczówka. W latach 1989–1998 miejscowość należała do województwa szczecińskiego. Przynależność polityczno-administracyjna Pienic patrz Trzebież.

## Geografia i turystyka
Obecnie osada samotnicza zachowały się dwa gospodarstwa.
W pobliżu osady biegnie  Szlak Ornitologów i  Szlak „Puszcza Wkrzańska”.